# Resolutie 498 Veiligheidsraad Verenigde Naties
Resolutie 498 van de Veiligheidsraad van de Verenigde Naties werd op 18 december 1981 aangenomen. Dit gebeurde met dertien stemmen voor en twee onthoudingen van de DDR en de Sovjet-Unie. De resolutie verlengde de UNIFIL-vredesmacht in Zuidelijk Libanon met een half jaar.

## Achtergrond
Veel Palestijnse vluchtelingen zaten in vluchtelingenkampen in Libanon. Vanhieruit viel de Palestijnse Bevrijdingsorganisatie (PLO) het in het zuiden aangrenzende Israël aan. Dat reageerde met tegenaanvallen in het zuiden van Libanon. De VN-Veiligheidsraad had Israël in resolutie 279 al gevraagd om de soevereiniteit van Libanon te respecteren.
Op 11 maart 1978 kaapten Palestijnse terroristen een lijnbus in Israël, waarbij uiteindelijk 38 burgers omkwamen. Een paar dagen later viel het Israëlisch leger het zuiden van Libanon binnen en bezette gedurende een week het gebied tot aan de rivier Litani. De bedoeling was om de PLO-strijders weg te duwen van de grens.
De Verenigde Naties eisten dat Israël zich terugtrok en zetten de tijdelijke VN-macht UNIFIL op in de streek. Die moest erop toezien dat Israël zijn troepen daadwerkelijk terugtrok en er de vrede handhaven totdat de Libanese overheid haar gezag opnieuw kon doen gelden. Decennia later was de vredesmacht nog steeds ter plaatse.

## Inhoud
De Veiligheidsraad:
- Herinnert aan de resoluties 425, 426, 427, 434, 444, 450, 459, 467, 474, 483, 488 en 490.
- Heeft het rapport van secretaris-generaal Kurt Waldheim over de interim VN-macht in Libanon bestudeerd en bemerkt de besluiten en aanbevelingen erin.
- Neemt nota van de brief van Libanon aan de secretaris-generaal.
- Is ervan overtuigd dat de verslechtering van de situatie ernstige gevolgen heeft voor vrede in het Midden-Oosten.

1. Herbevestigt resolutie 425 waarin hij:
a. Opriep de territoriale integriteit, soevereiniteit en onafhankelijkheid van Libanon strikt te respecteren.
b. Israël opriep de militaire acties tegen Libanon onmiddellijk te staken en zich terug te trekken.
c. Beslist een interim-VN-macht voor Zuid-Libanon om de Israëlische terugtrekking te bevestigen, de internationale vrede te herstellen en Libanon te helpen de regio onder controle te krijgen.
2. Herbevestigt zijn vorige resoluties en in het bijzonder de herhaaldelijke oproep om de onafhankelijkheid, eenheid, soevereiniteit en territoriale integriteit van Libanon te respecteren.
3. Herhaalt zijn vastberadenheid om resolutie 425 uit te voeren.
4. Roept alle betrokkenen op te werken aan het staakt-het-vuren.
5. Wijst op de voorwaarden van de macht, in het bijzonder:
a. Dat de macht moet kunnen functioneren als een geïntegreerde efficiënte militaire eenheid.
b. Dat de macht bewegings- en communicatievrijheid moet genieten.
c. Dat de macht geen geweld, tenzij voor zelfverdediging, mag gebruiken.
d. Dat zelfverdediging ook verzet tegen pogingen om de uitvoer van haar taken te verhinderen inhoudt.
6. Steunt de inspanningen van Libanon om Zuid-Libanon herop te bouwen, zijn gezag aldaar te herstellen en er legeronderdelen te ontplooien.
7. Vraagt de secretaris-generaal zijn gesprekken met Libanon voort te zetten met het oog op een gefaseerd activiteitenprogramma gericht op de uitvoering van resolutie 425.
8. Beslist het mandaat van de macht met zes maanden te verlengen, tot 19 juni 1982.
9. Prijst de inspanningen van de secretaris-generaal, de prestaties van de macht, de steun van de landen die troepen bijdroegen en de lidstaten die hebben geholpen.
10. Besluit op de hoogte te blijven en de situatie binnen de twee maanden te bekijken.

Lijst ·  485 ·  486 ·  487 ·  488 ·  489 ·  490 ·  491 ·  492 ·  493 ·  494 ·  495 ·  496 ·  497 ·  498 ·  499